# 八將神
八將神（はっしょうじん）係日本陰陽道裡掌管方位吉凶的八位神祇總稱，又叫做八將軍。

## 概要
日本民間傳說此八神乃牛頭天王所出之八王子，其母為娑竭羅龍王（しゃかつらりゅうおう）的女兒頗梨采女（はりさいじょ）。由於牛頭天王和素戔嗚尊相互習合，其妻為櫛名田比賣（請另參照歲德神之條目）。在曆注裡歲德神和金神都很重要，隨著該年十二地支的所在而改變，該方位便足以成為左右吉凶之關鍵。作為基準的太歲神位於該年十二地支之方位，此方位並視其他七神而定。八將神乃下述八人：
- 太歲神：為木星（又稱歲星）之精。
- 大將軍：乃金星（又稱長庚星、啟明星、太白星）之精。
- 太陰神：為土星（又稱鎮星）之精，亦是太歲神之后。
- 歲刑神：乃水星（又稱辰星）之精。
- 歲破神：是土星（又稱鎮星）之精。
- 歲殺神：乃金星（又名太白星）之精，傳說和大將軍有親戚關係。
- 黃幡神：為九曜之一的羅睺。
- 豹尾神：是九曜之一的計都。

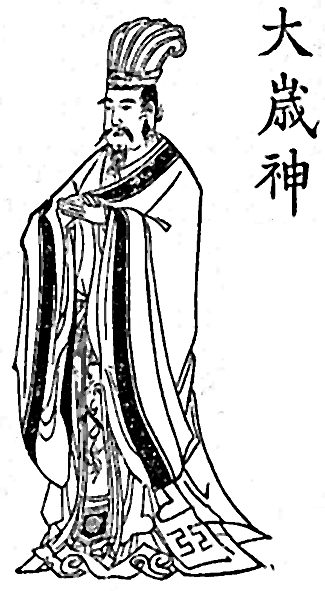
太歲神
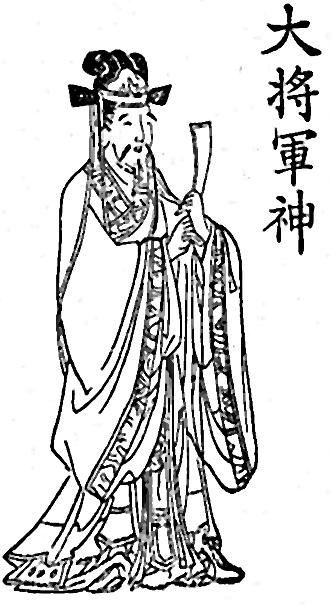
大將軍
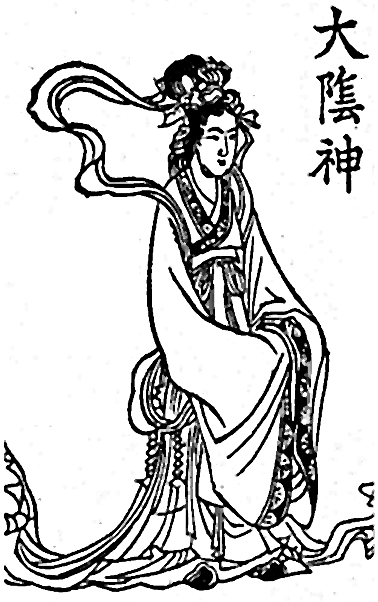
太陰神
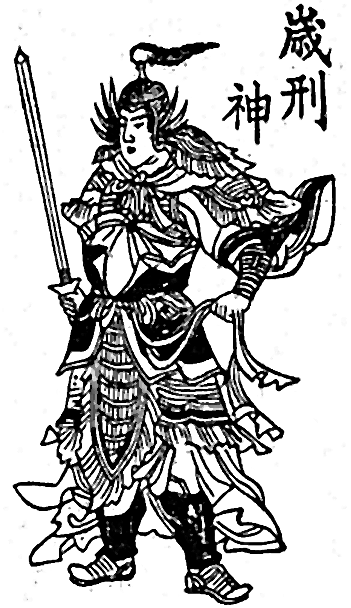
歲刑神
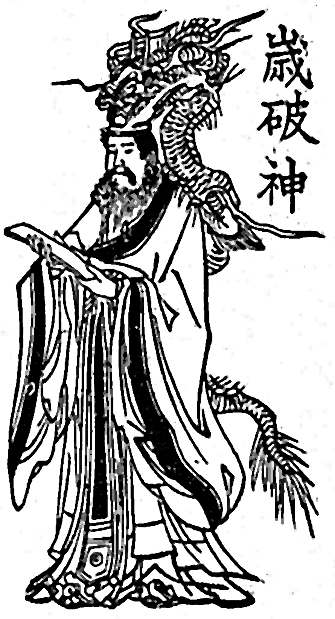
歲破神
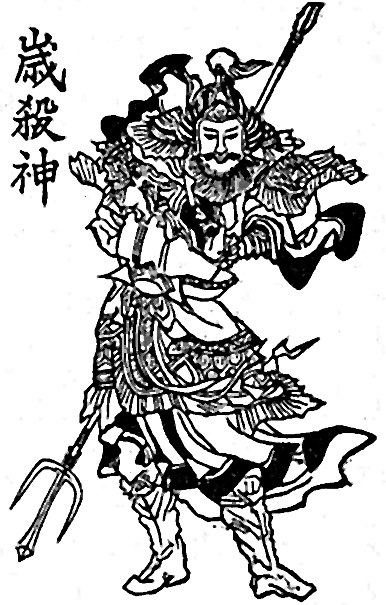
歲殺神
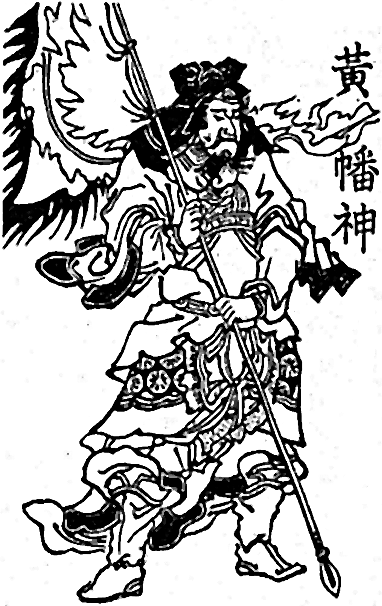
黃幡神
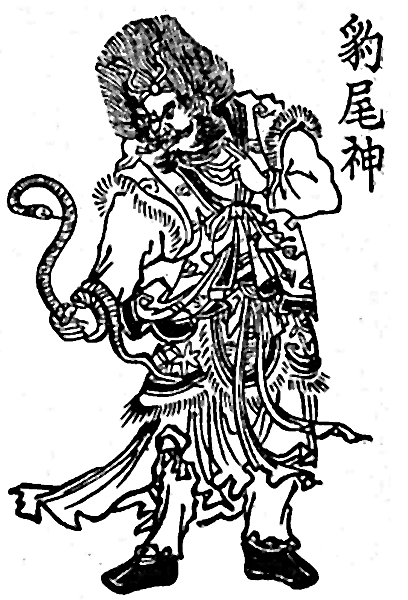
豹尾神

### 十二地支與八將神的方位

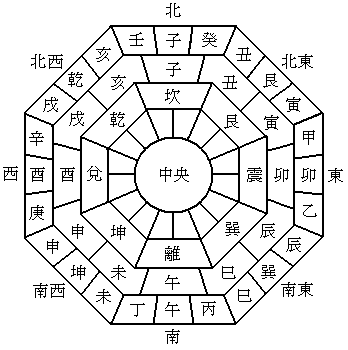
方位

| 十二地支 | 子年 | 丑年 | 寅年 | 卯年 | 辰年 | 巳年 | 午年 | 未年 | 申年 | 酉年 | 戌年 | 亥年 |
| -------- | ---- | ---- | ---- | ---- | ---- | ---- | ---- | ---- | ---- | ---- | ---- | ---- |
| 太歲神   | 子   | 丑   | 寅   | 卯   | 辰   | 巳   | 午   | 未   | 申   | 酉   | 戌   | 亥   |
| 大將軍   | 酉   | 酉   | 子   | 子   | 子   | 卯   | 卯   | 卯   | 午   | 午   | 午   | 酉   |
| 太陰神   | 卯   | 辰   | 巳   | 午   | 未   | 申   | 酉   | 戌   | 亥   | 子   | 丑   | 寅   |
| 歲刑神   | 卯   | 戌   | 巳   | 子   | 辰   | 申   | 午   | 丑   | 寅   | 酉   | 未   | 亥   |
| 歲破神   | 午   | 未   | 申   | 酉   | 戌   | 亥   | 子   | 丑   | 寅   | 卯   | 辰   | 巳   |
| 歲殺神   | 未   | 辰   | 丑   | 戌   | 未   | 辰   | 丑   | 戌   | 未   | 辰   | 丑   | 戌   |
| 黃幡神   | 辰   | 丑   | 戌   | 未   | 辰   | 丑   | 戌   | 未   | 辰   | 丑   | 戌   | 未   |
| 豹尾神   | 戌   | 未   | 辰   | 丑   | 戌   | 未   | 辰   | 丑   | 戌   | 未   | 辰   | 丑   |

## 內部連結
- 九曜
- 牛頭天王
- 頗梨采女

## 外部連結
- （日語）国立国会図書館：暦の中のことば方位神。